# Trichoxys westwoodii
Trichoxys westwoodii är en skalbaggsart som först beskrevs av Louis Alexandre Auguste Chevrolat 1855.  Trichoxys westwoodii ingår i släktet Trichoxys och familjen långhorningar. Inga underarter finns listade i Catalogue of Life.